# Трипси

Трипси или пепелнице су група малих инсеката са крилима.

## Изглед
Дуге су од пола милиметра до скоро једног и по центиметра. Тело им је витко, ваљкасто или пљоснато, са јаким спољашњим скелетом црне, жуте или кестењасте боје. Неке врсте немају крила, али код оних које их имају, крила су уска и дуга, са дугачким ресастим длачицама по рубовима. Сложене очи су или мале и смештене са обе стране главе или су веће и ближе средини главе.

## Ареали станиште
Ово је космополитска група, која се среће од субполарног климатског појаса до пустиња, а живе и на већим надморским висинама. Најчешће живе на пољима, односно биљкама, посебно цвећу, али се неке врсте могу наћи на трулим деблима, у пањевима, сену, стељи, као и у подземним ходницима које су направиле друге животиње.

## Исхрана
Већи број врста су биљоједне и усним апаратом прилагођеним за бодење и сисање пију биљне сокове. Малобројне месоједне врсте сисају течност из тела биљних вашију, прегљева или ларви инсеката.

## Значај за човека
Већину врста човек сматра штеточинама јер хранећи се биљкама, могу да пренесу вирусе, изазову изобличења у току раста биљака и спречавање настанка плода. Међутим, неке врсте живе на рачун искључиво дивљих врста, а оне које нападају корове, као и оне које се хране биљним вашима, сматрају се чак и корисним.